# Araegeus mimicus
Araegeus mimicus är en spindelart som beskrevs av Simon 1901. Araegeus mimicus ingår i släktet Araegeus och familjen hoppspindlar. Inga underarter finns listade i Catalogue of Life.